# 周鑑 (正統進士)
周鑑（1401年—1478年），字孔明，湖廣黃州府麻城縣人，民籍。明朝政治人物。同進士出身。

## 生平
永乐十八年（1420年）湖廣鄉試第三十七名。正統十年（1445年）乙丑科進士，授監察御史，巡按江西，治理江西大學士陳循之子不法事宜，陳循報復，遷其為雲南按察司副使，九年不調。官至山東按察使，乞歸。
致仕後，與布政李正芳、僉事董應軫為耆英會。

## 家族
曾祖父周受。祖父周希孟。父周仲馗。